# Големият мъж
„Големият мъж“ (на английски: Extralarge) е телевизионен сериал с участието на Бъд Спенсър, Филип Майкъл Томас и Майкъл Уинслоу.

## Продукция
Сериалът е оповестен през октомври 1990 г. Първият сезон е продуциран от RAI and First Group International – продуцентска компания, основана от сина на Спенсър – Жузепе Педерсоли. Втория сезон е продуциран от Mediaset. През годините се излъчват повторения по Channel 4, La7 и сателитните канали RaiSat Premium and Sky Movies.

## Сюжет
Джак Костело (Бъд Спенсър) е пенсиониран полицай и частен детектив, живеещ в Маями, на когото се падат доста от случаите с необикновени клиенти. На негова страна са старият му приятел Сам Босли (Лу Бедфорд) и аниматорът-аматьор Жан Филип Дюмас (Филип Майкъл Томас), който се вдъхновява от Костело и дава прякора на детектива – „Големият мъж“. Във втория сезон, Костело среща други опасни случаи, отново с Босли и Арчибад (Майкъл Уинслоу), синът на един друг негов приятел.

## Епизоди
Първи сезон
- „Черно и бяло“ (Extralarge: Black and White) (1991)
- „Убиец в Маями“ (Extralarge: Miami Killer) (1991)
- „Движеща мишена“ (Extralarge: Moving Target) (1992)
- „Йо-йо“ (Extralarge: Yo-Yo) (1992)
- „Гюлето“ (Extralarge: Cannonball) (1992)
- „Черната магия“ (Extralarge: Black Magic) (1992)

Втори сезон
- „Господарят на слънцето“ Extralarge: Lord of the Sun (1993)
- „Отмъщението на Гонзалес“ Extralarge: Gonzales' Revenge (1993)
- „Диамант“ Extralarge: Diamonds (1993)
- „Сянката на нинджата“ Extralarge: Ninja Shadow (1993)
- „Мисия Кондор“ Extralarge: Condor Mission (1993)
- „Индианци“ Extralarge: Indians (1993)

## „Големият мъж“ В България
В България сериалът се излъчва по Ефир 2 на БНТ през втората половина на 90-те години. Екипът се състои от:
| Преводач            | Екатерина Грубчева                                  |
| Редактор            | Кристин Балчева                                     |
| Озвучаващи артисти  | Ева Демирева Борис Чернев Георги Митев Чавдар Монов |
| Тонрежисьор         | Габриела Жекова                                     |
| Режисьор на дублажа | Мария Николова                                      |